# Homotrixa alleni
Homotrixa alleni är en tvåvingeart som beskrevs av Barraclough 1996. Homotrixa alleni ingår i släktet Homotrixa och familjen parasitflugor. Inga underarter finns listade i Catalogue of Life.